# Greenea wightiana
Greenea wightiana är en måreväxtart som beskrevs av Robert Wight och George Arnott Walker Arnott. Greenea wightiana ingår i släktet Greenea och familjen måreväxter. Inga underarter finns listade i Catalogue of Life.